# بريستول سايدلي
بريستول سايدلي (بالإنجليزية: Bristol Siddeley)‏ أو محركات بريستول سايدلي المحدودة (BSEL) هي شركة بريطانية سابقة، مصنعة للمحركات الجوية، ويقع مقرها في بريستول، المملكة المتحدة.. تشكلت الشركة في عام 1959، بعد اندماج شركة بريستول للمحركات الجوية المحدودة وشركة ارمسترونغ سايدلي موتورز المحدودة. وفي عام 1961 تم توسيع الشركة بعد أن تم شراء شركة دي هافيلاند للمحركات وقسم المحركات في شركة بلاكبيرن للطائرات. وفي عام 1968 تم شراء بريستول سايدلي من قبل شركة رولز رويس المحدودة.